# Епифанов, Владислав
Владислав Епифанов (1970) — советский и казахстанский футболист, играл на позиции защитника и полузащитника.

## Карьера
Профессиональную карьеру начинал в 1987 году в махачкалинском «Динамо», в котором провёл 1 матч во Второй союзной лиге. В 1988 году выступал за «Мелиоратор» из Кызылорды. Далее проходил службу в вооруженных силах СССР. В 1991 году играл за «Нарын» из «Хаккулабада». После распада СССР вернулся в Казахстан, где играл за клубы Высшей Лиги, среди которых «Монтажник» из Туркестана и всё тот же «Мелиоратор», который был переименован в «Кайсар».